# Porto da Fonte
O Porto da Fonte é uma instalação portuária portuguesa, localizada sitio da Fonte, lugar da Silveira, na freguesia das Lajes do Pico (freguesia), no concelho das Lajes do Pico, ilha do Pico, arquipélago dos Açores.
Esta instalação portuária é principalmente usada para fins piscatórios e de recreio.